# Stadion im. Iona Oblemenki
Stadion im. Iona Oblemenki – stadion piłkarski w Krajowej, w Rumunii. Został otwarty 10 listopada 2017 roku. Może pomieścić 30 944 widzów. Swoje spotkania rozgrywają na nim piłkarze klubu Universitatea Krajowa. Obiekt powstał w miejscu starego stadionu im. Iona Oblemenki.
W 2012 roku, na początku swej kadencji, ówczesna burmistrz Krajowy, Lia-Olguța Vasilescu, zapowiedziała budowę w mieście nowego stadionu. Początkowo mówiło się o pojemności na poziomie 30 000 widzów. W 2013 roku zaprezentowano natomiast koncepcję nowego stadionu (z pojemnością 40 000 widzów) autorstwa studia architektonicznego Proiect București. Była to bardzo śmiała wizja, szczególną uwagę zwracała w niej futurystyczna stylistyka inspirowana twórczością Constantina Brâncușiego. Ostatecznie nie udało się jej wprowadzić w życie, ale ostateczny projekt, autorstwa studia Dico și Țigănaș, nosi w sobie dużo cech tamtej koncepcji, zmniejszono jednak pojemność do niecałych 31 000 widzów i zubożono stylistykę. Nowy obiekt powstał w miejscu starego stadionu im. Iona Oblemenki, który został rozebrany w 2015 roku; jeszcze w tym samym roku rozpoczęła się budowa nowej areny. Oddanie do użytku pierwotnie planowano na grudzień 2016 roku, jednak problemy jakie wystąpiły w trakcie budowy, a także zmiany w projekcie spowodowały przesunięcie otwarcia najpierw na wiosnę 2017 roku, a ostatecznie inauguracja nowego stadionu odbyła się 10 listopada 2017 roku. Na otwarcie Universitatea zmierzyła się w meczu towarzyskim ze Slavią Praga (0:4). Obiekt, podobnie jak jego poprzednik, nosi imię byłego piłkarza Universitatei, Iona Oblemenki. Koszt budowy wyniósł 240 mln lei, co jest kwotą bardzo niską jak na projekt tej skali. 27 marca 2018 roku pierwszy mecz na nowym stadionie im. Iona Oblemenki rozegrała reprezentacja Rumunii (wygrana w meczu towarzyskim ze Szwecją 1:0). 14 lipca 2018 roku na obiekcie rozegrano mecz o Superpuchar Rumunii (CFR Cluj – Universitatea Krajowa 1:0).